# لغة الراما
لغة الراما هي واحدة من لغات السكان الأصليين التي يتحدث بها سكان جزيرة راما كاي وجنوب بحيرة بلوفيلدز على الساحل الكاريبي لنيكاراغوا.
لغة راما معرضة لخطر شديد. وقد تم وصفها بأنها «تموت بسرعة لعدم استخدامها». في عام 1992، كان هناك حوالي 36 شخص فقط يتحدثون هذه اللغة بطلاقة فقط من بين سكان العرقية البالغ عددهم 649 شخصا في عام 1992. وبلغ عدد المتحدثين بهذه اللغة في جزيرة راما كاي 4 اشخاص فقط في عام 1992.

## احياء اللغة
كانت هناك العديد من الجهود لاحياء هذه اللغة من جديد. ومن ابرز هذه الجهود نذكر العمل على إنشاء أول قاموس بلغة الراما من قبل روبن شنايدر، وهو طالب دراسات عليا من جامعة برلين الألمانية.

## وصلات خارجية
- الصفحة الرئيسية لمشروع راما